# Jordan Adams (1981)
Jordan Ashley Adams, coniugata Smith (Langley, 24 maggio 1981), è un'ex cestista e allenatrice di pallacanestro statunitense naturalizzata canadese, professionista nella WNBA.
È la figlia di Greg Wiltjer, cestista canadese e sorella di Kyle, cestista NBA.

## Carriera
È stata selezionata dalle Minnesota Lynx al secondo giro del Draft WNBA 2003 (18ª scelta assoluta).
Con il Canada ha disputato i Campionati mondiali del 2010 e due edizioni dei Campionati americani (2007, 2009).